# Charleston, Missouri
Charleston är administrativ huvudort i Mississippi County i Missouri. Countyt grundades år 1845 och Charleston utsågs till huvudort.

## Kända personer från Charleston
- Kenny Rollins, basketspelare